# Football dans l'Empire ottoman

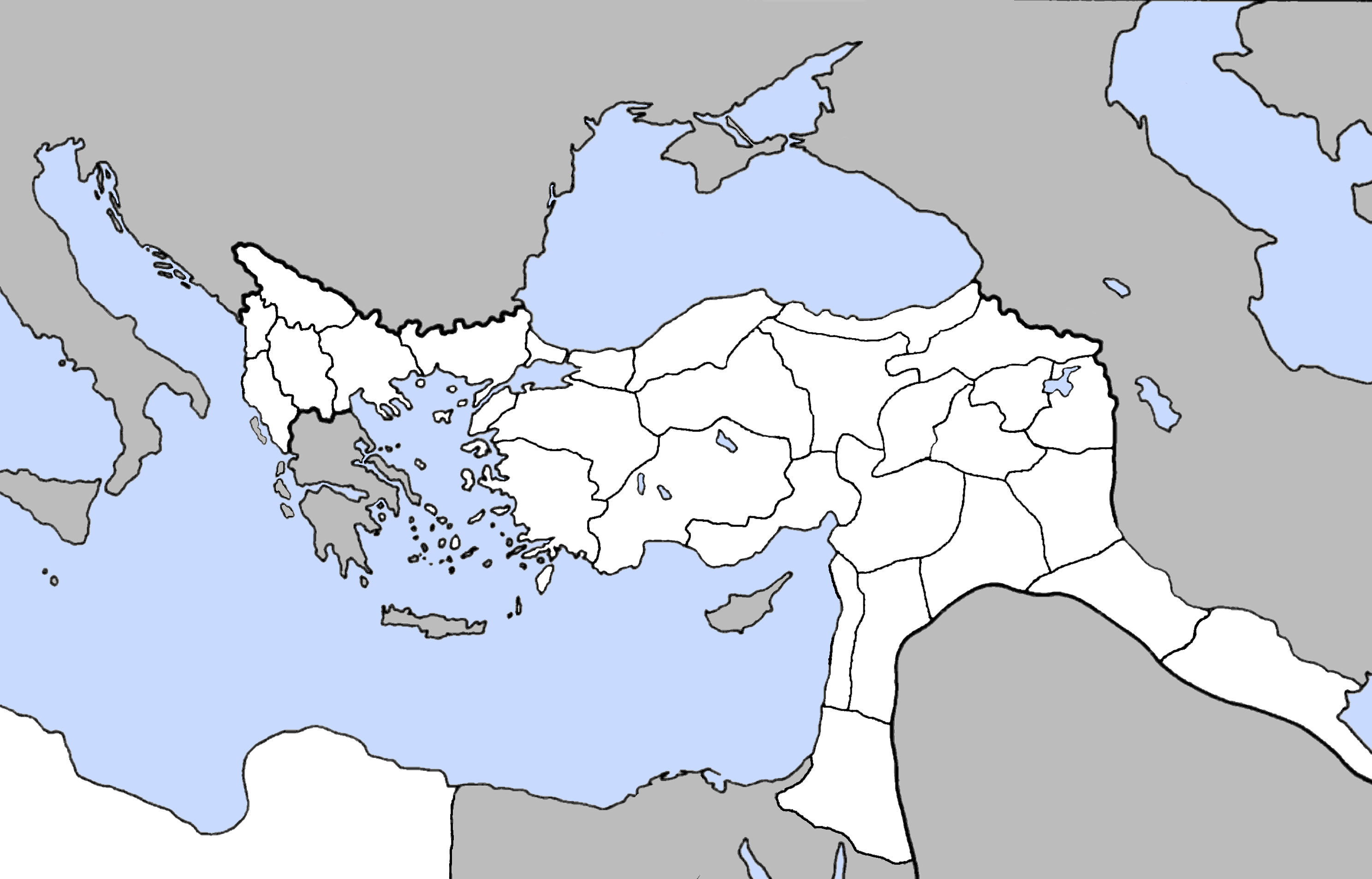
Carte de l'empire ottoman au début du XXe siècle.

Le football dans l'Empire ottoman était le sport le plus populaire et dont la pratique est la plus répandue.
Importé par les Européens installés dans l'empire à la fin du XIXe siècle, le football ne concerne au départ que les Européens puis les Ottomans s'y mettent progressivement, d'abord à Salonique (1897) puis à Smyrne (1901) et ensuite à Constantinople (1903) et se développe dans l'empire. 
Pour rappel, l'empire ottoman a disparu le 29 octobre 1923 et l'article se base des débuts du football à la chute de l'empire ottoman ; après cette date, le football dans cette zone est celui de la Turquie.

## Clubs
Le football est introduit dans l'empire ottoman par les Anglais vivant dans l'empire. Le premier match se déroule à Salonique, en 1875 et dans le même temps, le premier club de l'empire est le Hermes Athletic and Cultural Association, qui donnera naissance au PAOK Salonique en 1926. Les premiers matchs avec enjeu se jouent entre Izmir et Istanbul en 1897, en 1898, en 1899 et en 1904, remportés à chaque fois par Izmir.

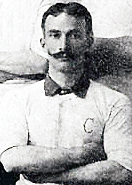
Fuat Hüsnü Kayacan est le premier footballeur turc de l'Histoire.

Les premières équipes sont constitués de joueurs anglais et grecs. Puis le premier club composé de footballeurs ottomans est fondé sous le nom de Black Stockings, créé en 1899, fondé par Fuat Hüsnü Kayacan et Reşat Danyal Bey. Le football est prohibé pour les Ottomans et la police ottomane fait des irruptions sur les terrains afin d'arrêter les joueurs qu'ils pouvaient attraper.
Les quatre clubs d'Istanbul (Cadi Keuy FRC, Moda FC, Elpis FC et HMS Imogene FC) prennent comme modèle les Black Stockings et participent au premier championnat d’Istanbul. Cependant, les joueurs ottomans sont interdits de concourir.
Puis des clubs comme Fenerbahçe (créé en 1907) et Galatasaray (créé le premier octobre 1905, qui est aujourd'hui le plus ancien club de football turc encore en activité) apparaissent et sont fondés par des Ottomans, avec des joueurs ottomans.
On trouve dans le reste de l'empire des clubs fondés au début du XXe siècle comme le Vllazëria fondé le 15 octobre 1909 ou des clubs en Palestine comme Rishon Le-Zion Jaffa en 1906 ou le Maccabi Haïfa en 1913.

## Championnats
Avec le développement de divers clubs de football au sein de l'empire, on observe la création de championnats régionaux.

### Championnat d'Istanbul (1904-1959)

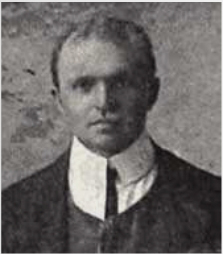
James La Fontaine est l'un des fondateurs du championnat d'Istanbul

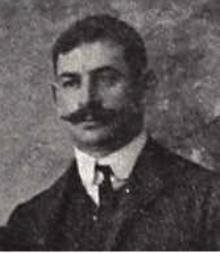
Henry Pears est l'un des fondateurs du championnat d'Istanbul

Le championnat d'Istanbul de football est le premier championnat créé sous la période ottomane, en 1904, qui va durer cinquante-cinq années. Appelé İstanbul Pazar Ligi de 1904 à 1914, puis İstanbul Cuma Lig de 1919 à 1923, il a été fondé par James La Fontaine et par Henry Pears, deux Anglais installés à Constantinople.
Les équipes de la première saison (1904-1905) étaient Moda FC, HMS Imogene FC, Elpis FC et Cadi-Keuy FC.
- Champions d'Istanbul

| Club                                   | Champion | Palmarès                           |
| -------------------------------------- | -------- | ---------------------------------- |
| Galatasaray SK                         | 6        | 1909, 1910, 1911, 1915, 1916, 1922 |
| Fenerbahçe SK                          | 4        | 1912, 1914, 1921, 1923             |
| Cadi-Keuy FC                           | 2        | 1906, 1907                         |
| Progress FC / Altınordu İdman Yurdu SK | 2        | 1917, 1918                         |
| Moda FC                                | 1        | 1908                               |
| HMS Imogene FC                         | 1        | 1905                               |

Sous la période ottomane, Galatasaray SK est le club qui a le plus reporté de titres (à six reprises), suivi de près par Fenerbahçe SK (à quatre reprises). Finalement, dix-neuf équipes ont disputé ce championnat durant la période ottomane et seuls six ont remporté le tournoi. 
Concernant la fédération qui organise ce championnat, on trouve peu d'informations, on sait seulement que pour la saison 1911-1912, le club de Galatasaray refuse de faire le championnat à la suite d'une décision de l'organisateur de la ligue d'Istanbul. 
Les saisons 1912-1913, 1918-1919 et 1919-1920 ne sont pas jouées ou terminées à cause du contexte politique (Guerres balkaniques et l'Armistice de Moudros).

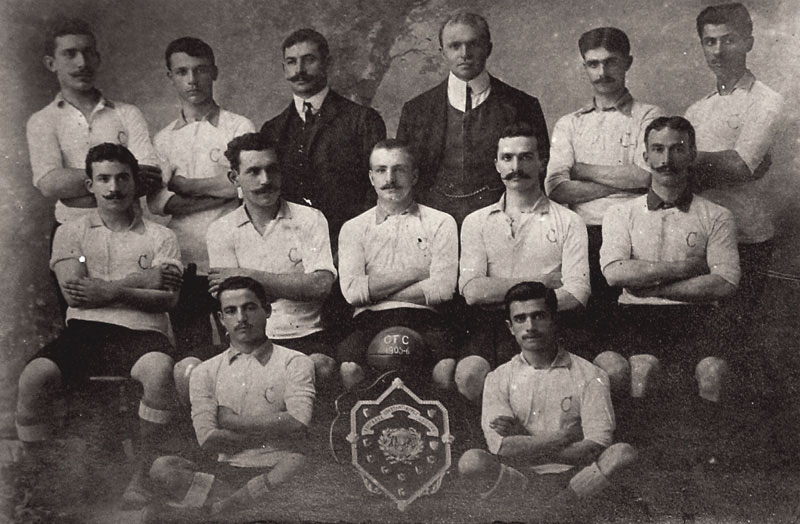
Cadi-Keuy Football Club, Champion en 1905-06
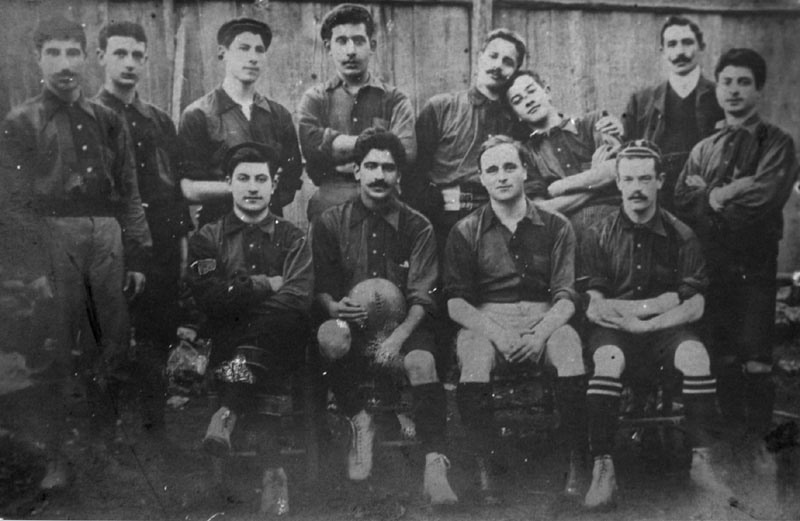
Moda FC, Champion en 1907-1908
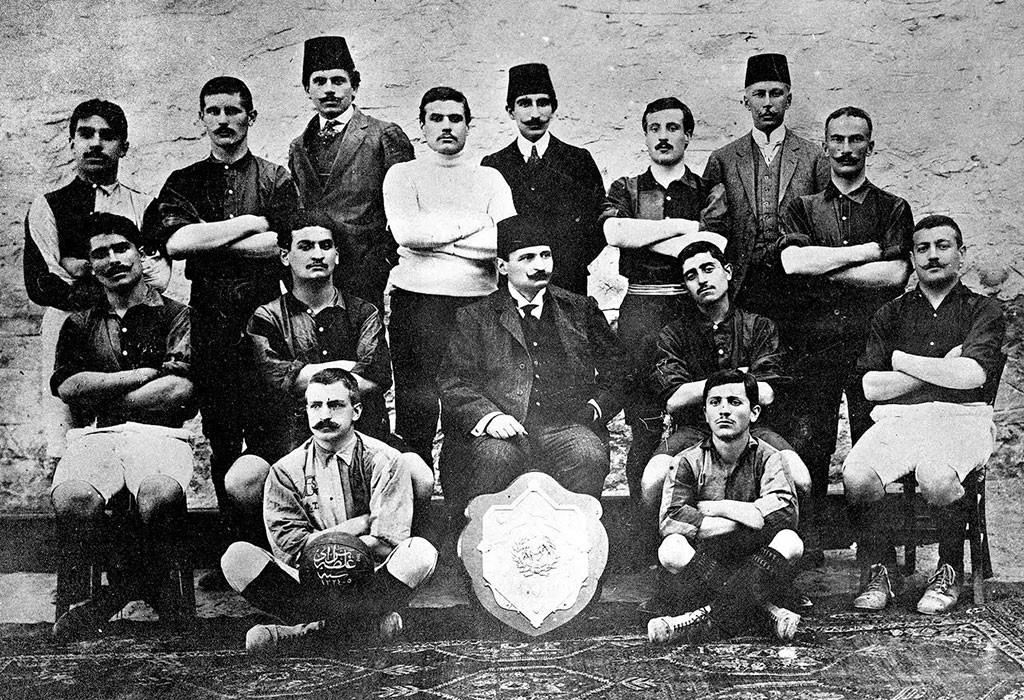
Galatasaray SK, Champion en 1908-09
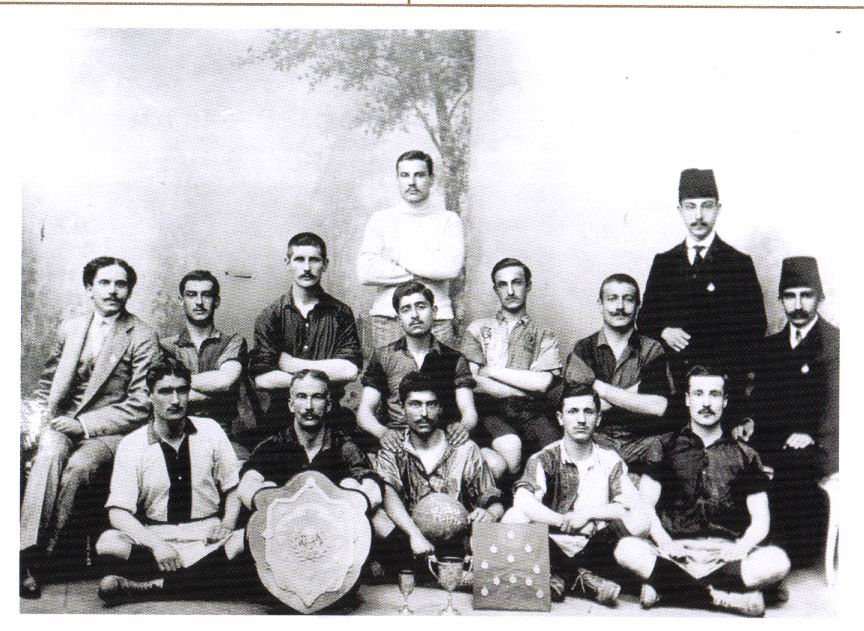
Galatasaray SK, Champion en 1909-10
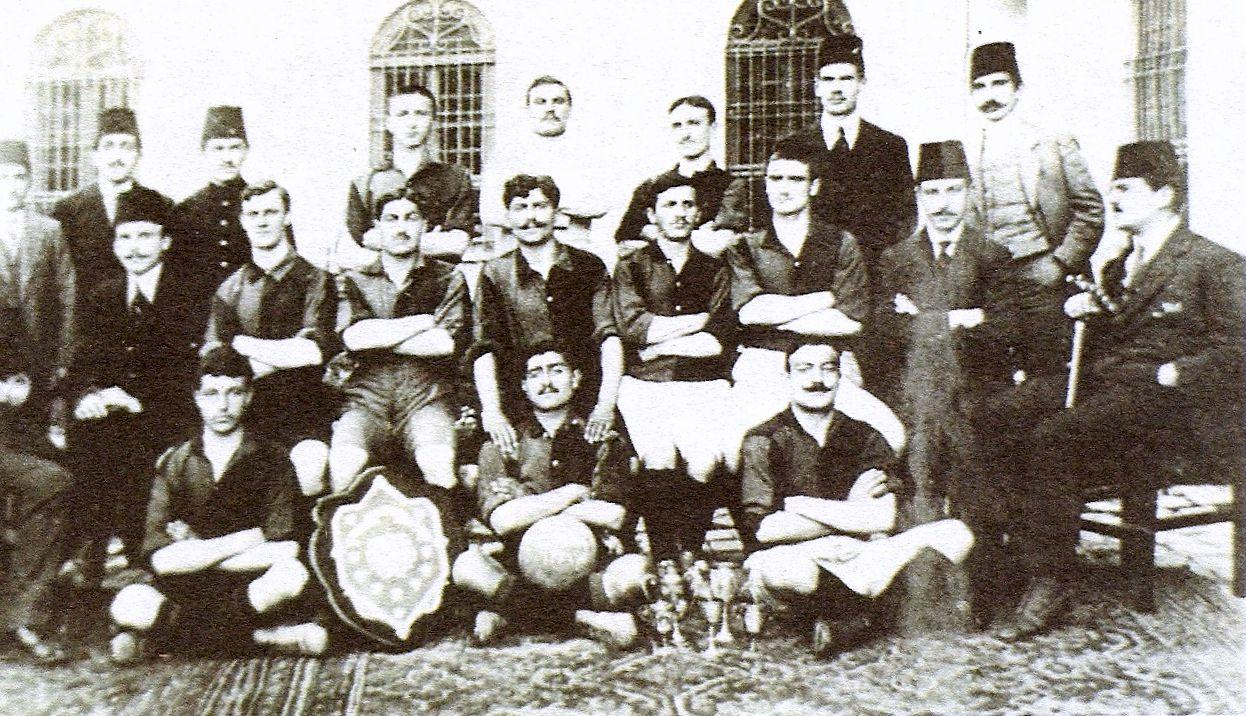
Galatasaray SK, Champion en 1910-11
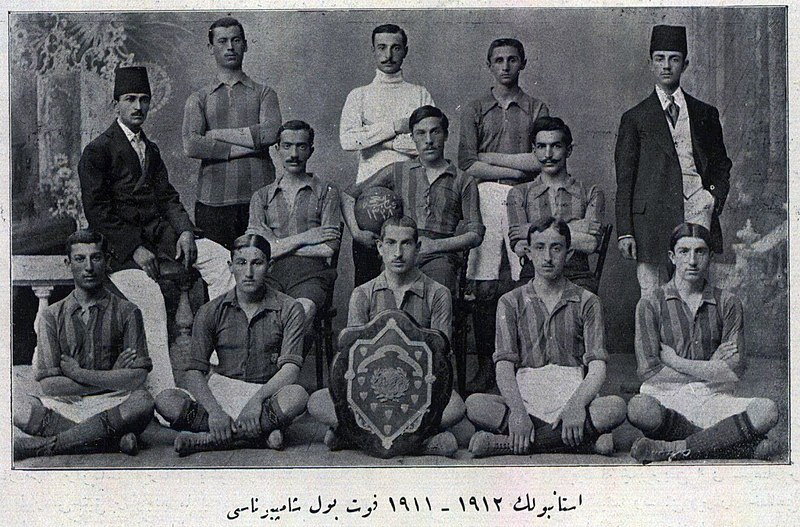
Fenerbahçe SK, Champion en 1911-12
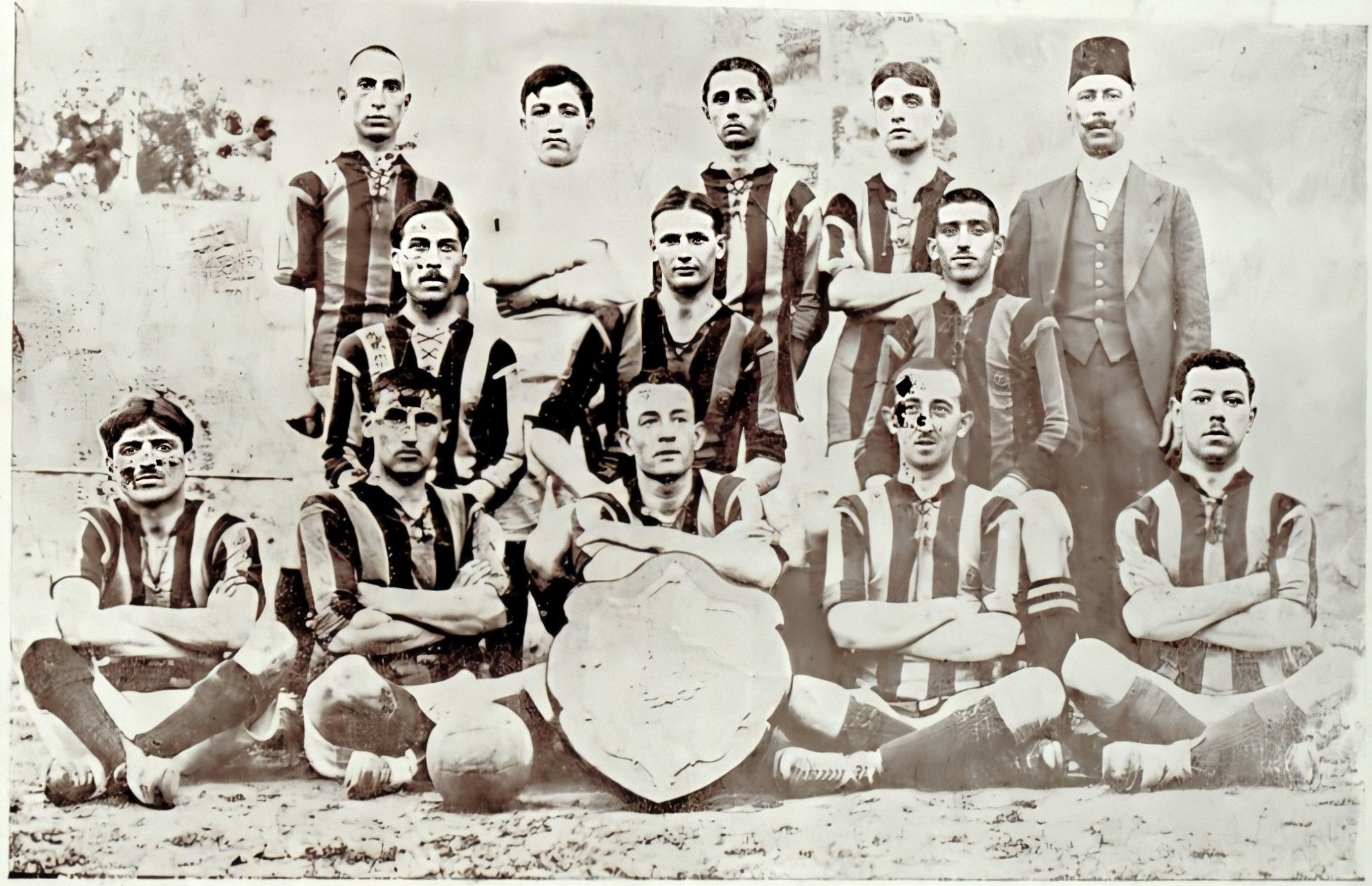
Fenerbahçe SK, Champion en 1913-14
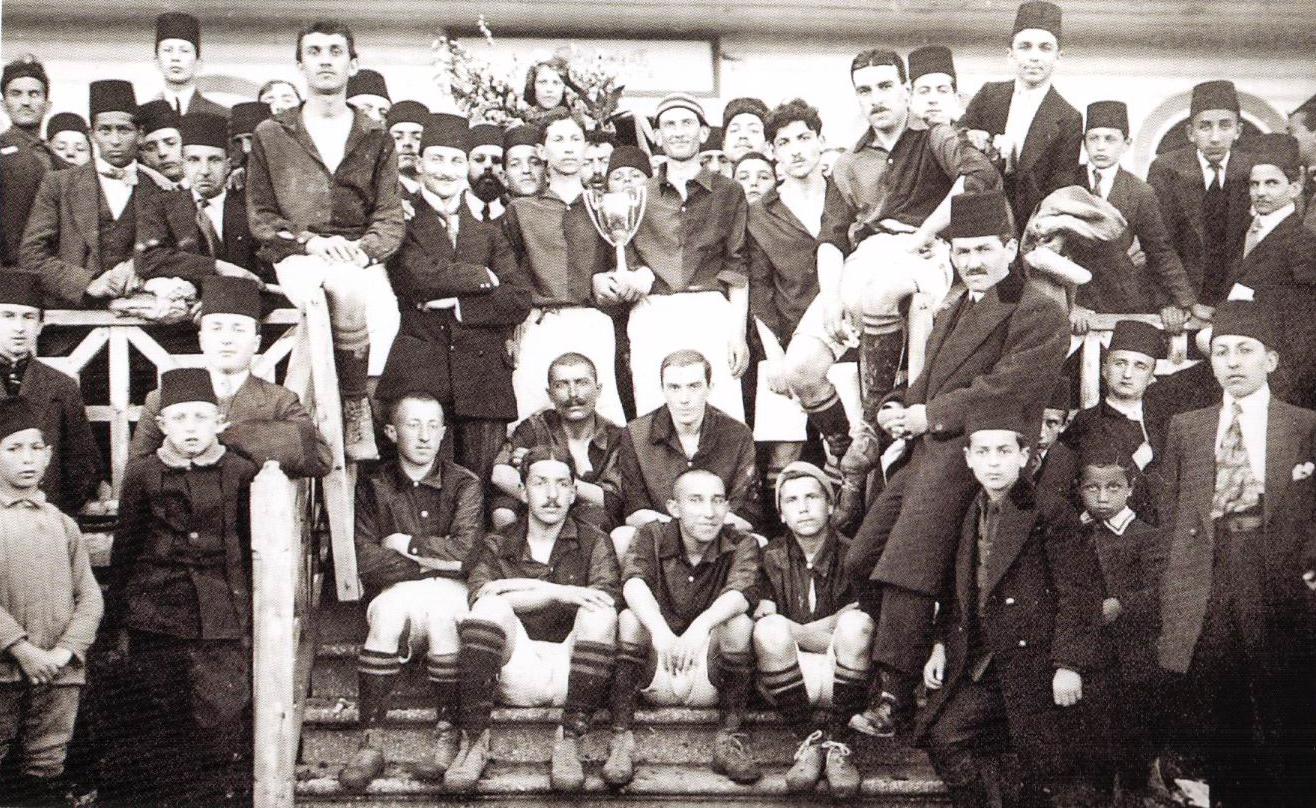
Galatasaray SK, Champion en 1915-16
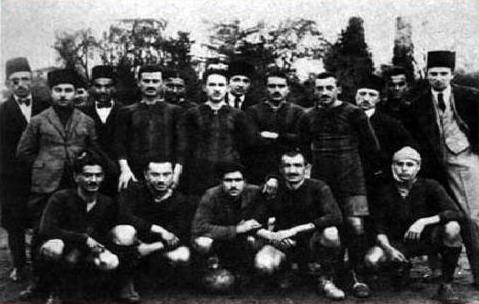
Altınordu İdman Yurdu, Champion en 1916-17 et en 1917-18
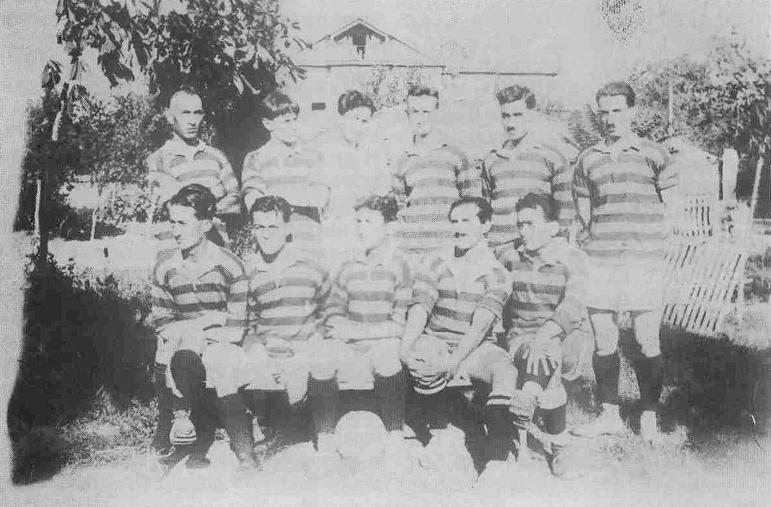
Fenerbahce SK, Champion en 1920-21
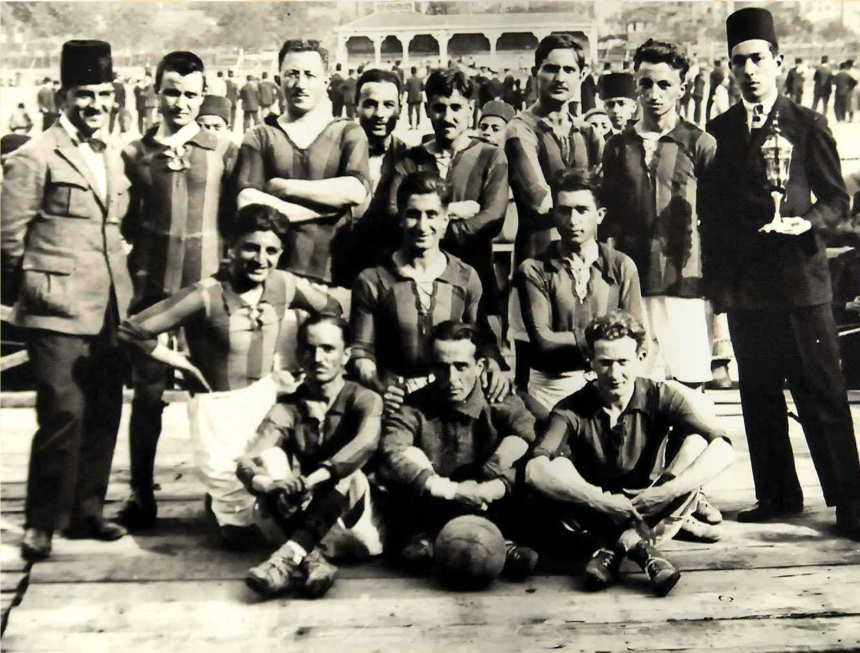
Galatasaray SK, Champion en 1921-22
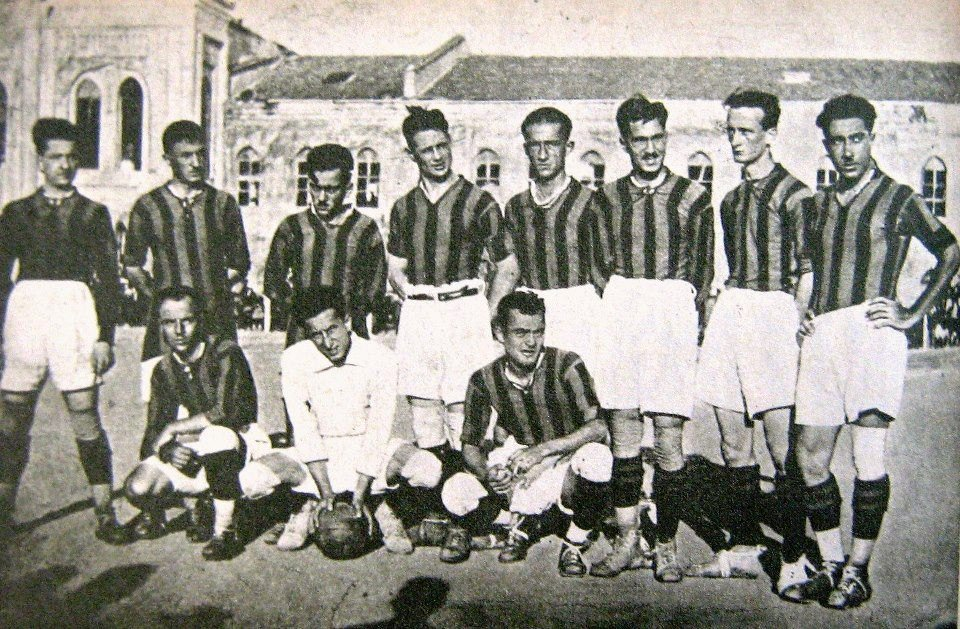
Fenerbahce SK, Champion en 1922-23

### Autres championnats régionaux
Sur le modèle d'Istanbul, plusieurs championnats naissent après 1920. 
Pour la région d'Ankara, un championnat est fondé en 1922, qui s'appelle Ankara Futbol Ligi, qui va durer jusqu'en 1959. Le seul champion sous la période ottomane est Harbiye Talimgah.
Pour la région d'Eskişehir, un championnat est fondé en 1920, le Eskişehir Futbol Ligi, mais ne connaît qu'un seul vainqueur sous la période ottomane, l'İdman Yurdu lors de la saison 1920-1921. Mais les saisons 1921-1922 et 1922-1923 ne furent pas jouées à cause de l'occupation de la région par l'armée grecque. Ce championnat va durer jusqu'en 1958.
Alors qu'en Palestine plusieurs clubs existent, il n'y a aucune trace d'un championnat local.
En Albanie, on trouve en 1911 la trace de ce qui est considéré comme l'ancêtre du championnat d'Albanie, la "Turneu Futbollistik i Panairit të Fierit 1911" (en albanais), qui est le premier de tournoi de football organisé. Dans le Vilayet de Ioannina, et plus précisément dans le Sandjak de Avlona, lors d'une foire à Fier, un tournoi de football est organisé entre les 7 et 14 avril, entre différents villages. Le tournoi est remporté par l'équipe de Tirana.

## Jeux olympiques
L'empire ottoman a participé à plusieurs olympiades (1906, 1908, 1912), sous l'appellation "Turquie". Durant cette période, il ne remporte pas de médaille dans aucune discipline. 
Mais concernant le football, il n'y a pas de sélection ottomane proprement dite : aux Jeux olympiques de 1896, la ville de Smyrne (qui appartient à l'empire ottoman) participe à l'épreuve de football mais elle est composée que de joueurs grecs. Elle termine dernière du tournoi après avoir disputé qu'un seul match (défaite 2-5 contre le Danemark). 

### Les Jeux olympiques intercalaires de 1906
De même en 1906, deux villes ottomanes sont alignées au tournoi : Smyrne et Salonique. Mais l'équipe de Thessalonique était composée de joueurs grecs alors que celle de Smyrne se composait de joueurs anglais, français et arméniens.
Voici les effectifs des équipes ottomanes aux Jeux olympiques intercalaires de 1906 :
- Smyrne : Edwin Charnaud, Zareh Kouyoumdjian, Edouard Giraud, Jacques Giraud, Henri Joly, Percy de la Fontaine, Donald Whittal, Albert Whittal, Godfrey Whittal, Harold Whittal, Edward Whittal.
- Salonique : Georgios Vaporis, Nikolaos Pindos, Antonios Tegos, Nikolaos Pentzikis, Ioannis Kyrou, Georgios Sotiriadis, Vasilios Zarkadis, Dimitrios Mikhitsopoulos, Antonios Karagionidis, Ioannis Abbot, Ioannis Saridakis.

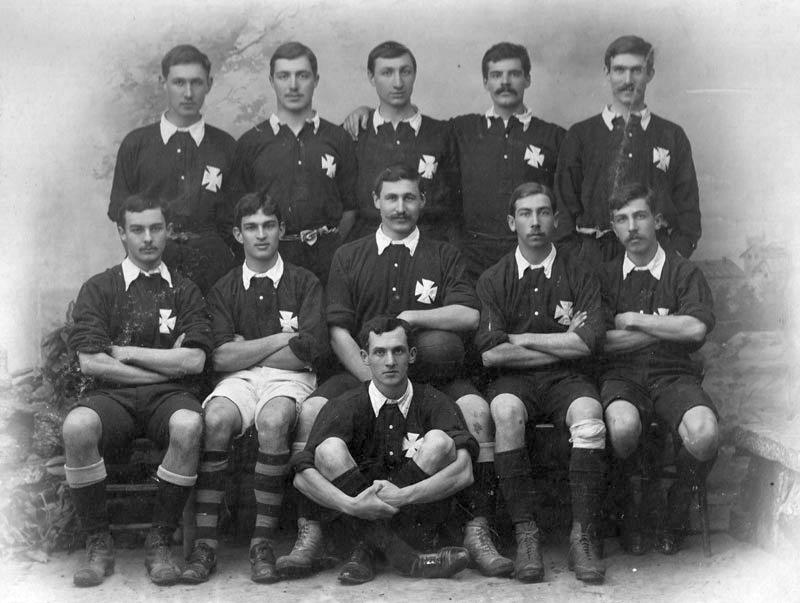
L'équipe de Smyrne en 1906.
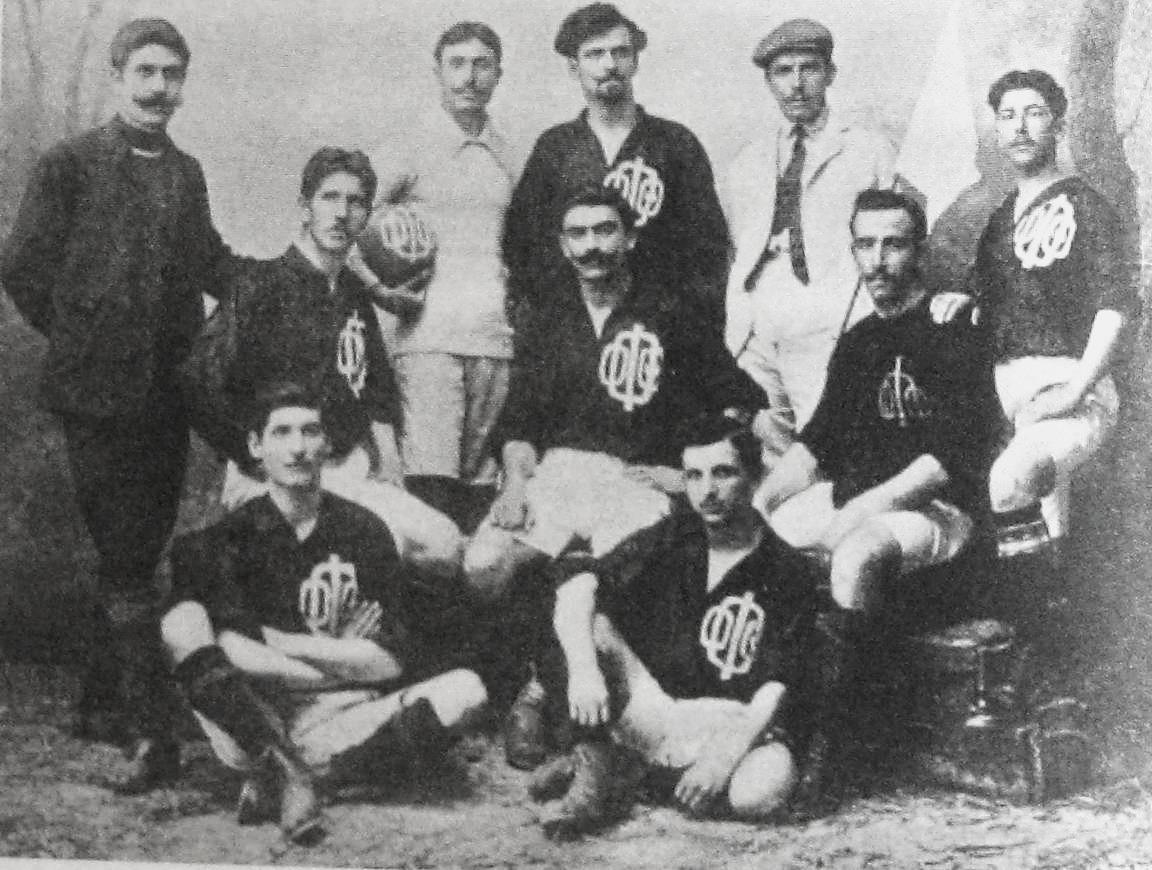
L'équipe de Salonique en 1906.

Dans ce tournoi, Smyrne enregistre une large défaite contre le Danemark (1-5) alors que dans le même temps, Athènes inflige une lourde défaite (0-5). À la suite du forfait d'Athènes en finale, les deux équipes se départagent et Smyrne remporte le match sur le score de 12 buts à 0. 
Smyrne remporte la médaille d'argent et Salonique prend la médaille de bronze. Cependant, les médailles de Salonique et Smyrne furent attribuées à la Grèce étant donné que les joueurs des deux villes étaient composés de joueurs grecs.
L'empire ottoman n'a jamais été représenté par une équipe nationale, et n'a eu de fédération qu'en 1922 (Türkiye İdman Cemiyetleri İttifakı (tr)), soit une année avant la fin de l'état ottoman, le précurseur de l'actuel Türkiye Futbol Federasyonu.